# Hamoni-Do
Clubului de Karate Shotokan “Hamoni-Do” - Eșarfele Galbene din Arad, a fost inființat în anul 1995. “Hamoni-Do” se traduce prin “Calea Armoniei”. Președinte Ioan Cristea - directorul Casei de Cultură a Sindicatelor din Arad, antrenor Geo Marc - 5 Dan. Sigla clubului este floarea de cireș.
“Hamoni-Do” este afiliat la:
- Federația Română de Arte Marțiale (F.R.A.M.)

Pentru a putea deveni membru al Clubului “Hamoni-Do”, un pretendent trebuie să îndeplinească o serie de condiții, prin care să dovedească atât o serozitate în viața de zi cu zi, cât și o atitudine morală ireproșabilă: note foarte bune la școală, cunoașterea părinților de către antrenor, vizita medicală, un loc de muncă. După două luni de la acceptarea în sala de antrenament, în funcție de calitățile sportivului, acesta părăsește sau nu Clubul “Hamoni-Do”. La prima absență nemotivată sportivul este avertizat, la a doua fiind exclus din Club, fără șansa de a mai fi acceptat vreodată ca membru al său. 
Stilul practicat în cadrul Clubului “Hamoni-Do” este Karate Shotokan sportiv, puțin mai dur decât cel tradițional (caracterizat prin non-contact total), dar cu respectarea valorilor tradiționale. Relația dintre antrenor-practicant este bazată pe încredere, existând o monitorizare permanentă a sportivilor de către antrenor, atât în evoluția lor în planul artelor marțiale cât și în viața cotidiană. Orice abatere de la codul unui karateka este aspru pedepsită. Bazându-se pe concepția că toți suntem egali, iar în karate nu ne despart decât gradele, antrenamentele au loc în același loc și în același timp cu toți practicanții, indiferent dacă aceștia sunt începători sau avansați. Excepție fac doar perioadele premergătoare concursurilor, când au loc antrenamente zilnice cu cei care urmează a reprezenta Clubul la o anumită competiție.
Clubul “Hamoni-Do” a participat la numeroase competiții interne și internaționale: Cupa Mondială W.U.K.O. din Ungaria (1997,1998,1999), Cupa Mondială I.K.A. de la Timișoara (1999, 2000), precum și la alte competiții în Italia, Ungaria, Cehia, Iugoslavia și România. De la aceste competiții, “Hamoni-Do” a reușit să-și creeze un palmares impresionant: 19 campioni naționali, 13 vice-campioni naționali și 9 locuri III la Campionatul Național de Karate Shotokan din anul 2000, la disciplinele kata și kumite. Totodată, la același Campionat Național, Clubul “Hamoni-Do” s-a situat pe locul întâi la clasamentul pe cluburi. La Cupa Mondială I.KA., tot din anul 2000, Clubul a obținut 10 titluri mondiale, 6 vice-campioni mondiali și 4 locuri III la disciplinele amintite mai sus. 
Toate aceste performanțe au fost posibile și datorită lui Sensei Mihai Botez - 8 Dan Jiu Jitsu care, prin experiența sa îndelungată în lumea artelor marțiale, a descoperit și promovat tinerele talente, îndrumându-le, după o perioadă de studiu în propriul său dojo, către Clubul “Hamoni-Do”.
Sensei Geo Marc este detinatorul centurii negre 5 dan in Karate Shotokan si antrenorul Clubului „Hamoni-Do” din Arad. Practică Karate Shotokan din anul 1988. Primul său contact cu această artă marțială a avut loc pe timpul studenției, în ultimul an de facultate, la Timișoara. Mentorii săi au fost Sensei Dan Stuparu - 6 Dan, președintele Federației Române de Karate Tradițional (F.R.K.T.) și Sensei Mihai Cioroianu - 6 Dan, președintele Uniunii Timișorene de Karate (U.T.K.).
“Hamoni-Do” promoveaza valorile, fiind “un club care crește tineri cu o verticalitate morală desăvârșită, sănătoși la trup și suflet, oameni de nădejde pentru societate, serioși, cu simțul responsabilității”, afirma antrenorul acestui club, Geo Marc - 5 Dan.
cristian ==Bibliograf , „Hamoni-Do” – cinci ani de activitate, in „Buletinul de Arad” (An I, nr. 27, 9-15 noiembrie 2000)